# Acleris comariana
Acleris comariana es una especie de polilla del género Acleris, tribu Tortricini, familia Tortricidae. Fue descrita científicamente por Lienig & Zeller en 1846.
Se distribuye por Letonia, Alemania y Reino Unido. El período de vuelo ocurre en los meses de junio, julio, agosto, septiembre, octubre y noviembre.

## Descripción
Posee una longitud de 9 milímetros y su envergadura es de 13-18 milímetros.